# 마르그리트 당굴렘
마르그리트 당굴렘(Marguerite d'Angoulême, 1492년 4월 11일 ~ 1549년 12월 21일)은 나바라 왕국의 군주 헨리케 2세의 왕비이다. 르네상스 시대의 대표적인 문예 후원자 중 한 사람이었으며 자신 또한 《엡타메롱Heptaméron》과 같은 저서를 남긴 작가였다. 프랑스의 군주 프랑수아 1세의 누나이기도 하다. 마르그리트 도를레앙(Marguerite d'Orléans), 마르그리트 드 발루아(Marguerite de Valois) 등으로 불리기도 한다.

## 생애
마르그리트는 앙굴렘 백작 샤를 당굴렘과 그 아내 루이즈 드 사보아 사이에서 첫 번째 자식으로 태어났다. 그녀의 아버지는 시인으로 유명한 샤를 도를레앙의 조카였다. 1509년 알랑송 공작 샤를 4세와 결혼하지만 그는 1525년 후사를 남기지 못한 채 요절했다. 2년 뒤인 1527년 마르그리트는 나바라 왕 헨리케 2세와 재혼했고 두 사람 사이에서는 1남 1녀가 태어났다.
마르그리트는 인문주의자들을 보호하고 그들의 활동을 후원했을 뿐더러 당시 유럽에 불어닥친 종교개혁의 바람에 대해서도 호의적인 태도를 보여, 초기 종교개혁자들을 보호했다.

## 자녀
- 호아나(1528~1572) - 나바라 왕국의 여왕(앙리 4세의 어머니)
- 호아네스(1530) - 요절